# Асріян Ашот Мінасович
Ашот Мінасович (Мінайович) Асріян (3 березня 1920 — 7 жовтня 1992) — офіцер, учасник Великої Вітчизняної війни, Герой Радянського Союзу (1944 рік).

## Біографія
Ашот Асріян народився 3 березня 1920 року в Тіфлісі (нині Тбілісі) у родині робітника. він навчався в середній школі, отримав неповну середню освіту і працював у рідному місті водієм.
У 1940 році Ашота Мінасовича призвали до лав Червоної Армії Калінінським районним військовим комісаріатом міста Тбілісі Грузинської РСР і направили до Прибалтійського військового округу, там він служив шофером у 202-й стрілецькій дивізії.
З червня 1941 року Ашот Асріян брав участь у оборонних боях на Північно-Західному напрямку.
З 1942 року по 1943 рік навчався в Горьківському танковому училищі. Отримпав звання молодший лейтенант і був призначений на посаду командира середнього танка в танковій бригаді 3-го Прибалтійського фронту. У червні 1944 року танкова бригадща була перекинута на Карельський фронт.
У жовтні 1944 року військами Карельського фронту та силами Північного флоту було здійснено Петсамо-Кіркенеську операцію, в результаті було розгромлено 19-й корпус німецької 20-ї гірської армії. Війська звільнили Заполяр'я та північну Норвегію. Вперше в умовах Крайньої Півночі було застосовано танки.
14 жовтня 1944 року в боях за Петсамо (нині селище міського типу Печенга Мурманської області) молодший лейтенант Ашот Асріян проявив мужність, на своєму танку офіцер знищив сорок автомашин з піхотою і боєприпасами, кілька протитанкових гармат і дзотів, десять легкових машин і до ста солдатів та офіцерів противника. Танк, керований Ашотом Асріяном, був виведений з ладу, члени екіпажу були важко поранені, але танкіст не залишив поле бою. А коли підійшло підкріплення, Ашот Асріян пересів на справний танк і знову кинувся в бій, першим увійшовши на околиці Петсамо.
Указом Президії Верховної Ради СРСР від 2 листопада 1944 року «за зразкове виконання бойових завдань командування на фронті боротьби з німецько-фашистським загарбниками і проявлені при цьому мужність і героїзм» гвардії молодшому лейтенанту Асріяну Ашоту Мінасовічу присвоєно звання Героя Радянського Союзу з врученням ордена Леніна і медалі «Золота Зірка» (№ 7070)
В 1945 війна знаходилася в завершальній стадії, Ашот Асріян бився у складі військ 2-го Білоруського фронту на території Німеччини. Цього ж року в одній із битв Ашота Асріяна було поранено.
Після закінчення Великої Вітчизняної війни продовжував службу в танкових військах. У 1952 році він закінчив Ульянівське гвардійське танкове училище. З червня 1969 жив у місті-герої Київ.
Помер 7 жовтня 1992 року.

## Нагороди
- Медаль «Золота Зірка» Героя Радянського Союзу (№ 7070)
- орден Леніна
- орден Червоного Прапора
- орден Вітчизняної війни І ступеня
- орден Червоної Зірки